# دانشگاه خصوصی

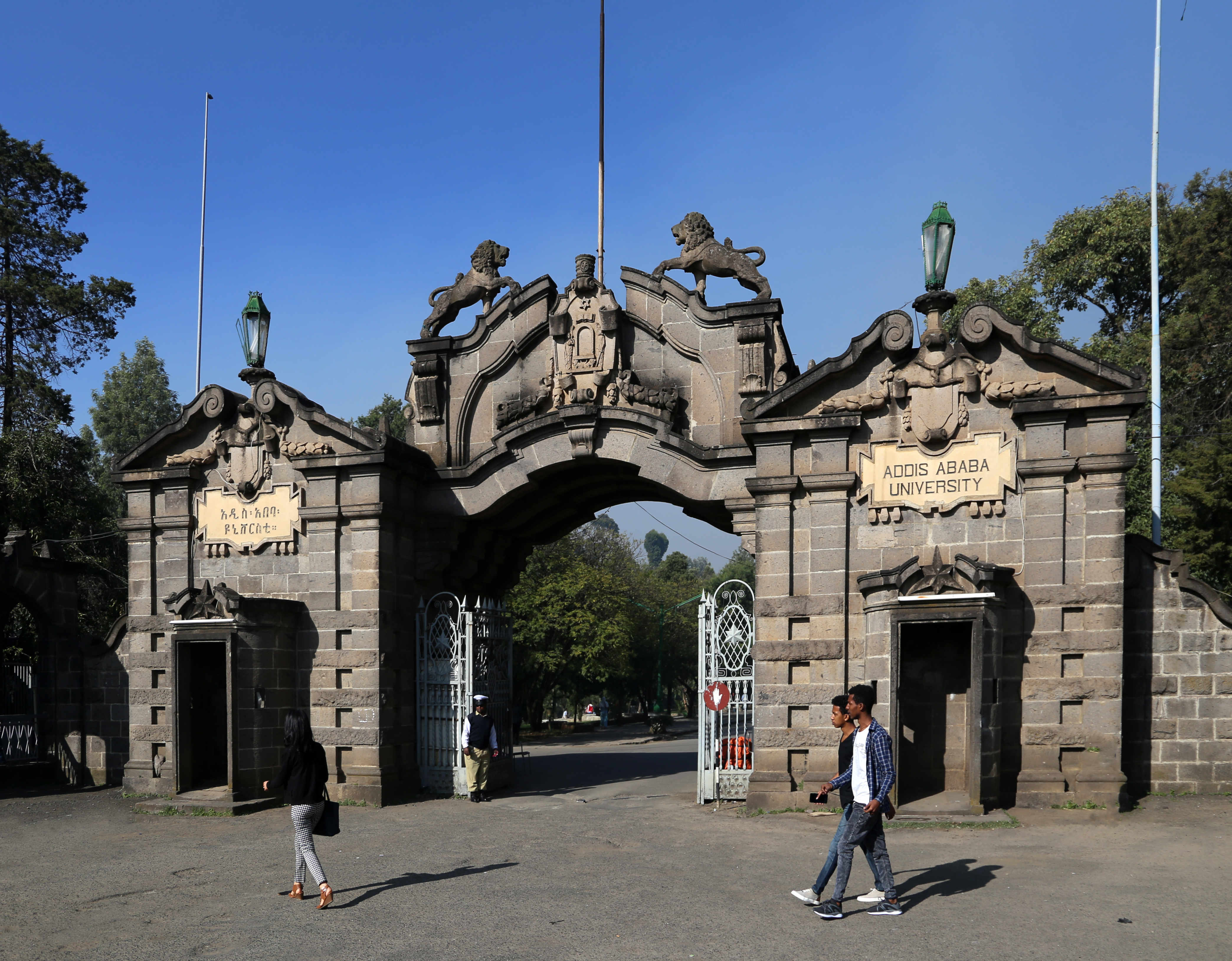
دانشگاه آدیس آبابا

دانشگاه خصوصی (غیردولتی یا غیرانتفاعی) معمولاً هیچ‌گونه کمک‌های مالی از طریق دولت یا سازمان‌های وابسته به دولت برای امور اداری و زیربنایی دریافت نمی‌کند و تنها به وسیلهٔ بخش خصوصی تأمین اعتبار می‌شود؛ بنابراین در نقطه مقابل دانشگاه دولتی قرار دارند. اگرچه هزینه اداره این دانشگاه‌ها از طریق بخش خصوصی تأمین می‌شود ولی اکثراً توسط دولت موظف به اجرای قوانین آموزشی هستند.
دانشگاه‌های خصوصی در برخی کشورها با این حال می‌توانند از دولت کمک‌های مالی جهت تحقیقات دریافت کنند. به‌طور نمونه در آمریکا، دانشگاه‌های خصوصی می‌توانند از بنیاد ملی علوم آمریکا، موسسات ملی بهداشت، یا وزارت نیروی ایالات متحده آمریکا کمک مالی دریافت کنند. بسیاری از دانشگاه‌های خصوصی در زمره یِ سازمان‌های غیرانتفاعی به حساب می‌آیند.

## چین
از سال 2003، دانشگاه‌های مشترک خصوصی در جمهوری خلق چین (PRC) تأسیس شده‌اند. به‌طور معمول، شریک‌ها می‌توانند یک دانشگاه چینی و یک مؤسسه غیر چینی باشند. زبان انگلیسی اغلب تنها زبان آموزش در چنین دانشگاه‌هایی است و بسیاری از آن‌ها بر ارائه آموزش جامع علوم انسانی بر اساس مدل دانشگاه‌های پژوهشی در ایالات متحده و اروپا تمرکز دارند.

## هند
دانشگاه‌ها در هند توسط کمیسیون کمک هزینه‌های دانشگاهی (UGC) به رسمیت شناخته می‌شوند که اختیارات خود را از قانون کمیسیون کمک هزینه‌های دانشگاهی سال 1956 دریافت می‌کند. دانشگاه‌های خصوصی در هند طبق مقررات UGC (تأسیس و نگهداری استانداردها در دانشگاه‌های خصوصی) سال 2003 تنظیم می‌شوند. طبق قانون UGC و این مقررات، دانشگاه‌های خصوصی (دولتی) از طریق قوانین مجلس‌های ایالتی تأسیس می‌شوند و پس از دریافت قانون مرتبط توسط UGC در گازته ثبت می‌شوند. همانطور که توسط حکم دیوان عالی هند تأیید شده است، به رسمیت شناختن UGC برای عملکرد دانشگاه ضروری است. علاوه بر این، طبق مقررات سال 2003، UGC کمیته‌هایی برای بررسی دانشگاه‌های خصوصی دولتی ارسال می‌کند و گزارش بررسی آن‌ها را منتشر می‌کند.

## آلمان
در آلمان 83 دانشگاه خصوصی (معروف به Privathochschule) و 45 دانشگاه کلیسایی (معروف به kirchliche Hochschule) وجود دارد. مشابه دانشگاه‌های دولتی، آن‌ها به Universitäten (دانشگاه‌های پژوهشی)، Fachhochschulen (دانشگاه‌های علوم کاربردی) و Kunst- und Musikhochschulen (مدارس هنر) تقسیم می‌شوند. دانشگاه‌های خصوصی در آلمان نیاز به تایید تأسیس نهادی از سوی دولت دارند. شهریه‌های دوره کارشناسی در دانشگاه‌های خصوصی معمولاً کمتر از برنامه‌های کارشناسی ارشد است.

## فرانسه
از سال 1880، مؤسسات آموزشی خصوصی مجاز به نامیدن خود به عنوان "دانشگاه" نیستند و بیشتر دانشگاه‌ها در فرانسه دولتی هستند.  
در فرانسه، مؤسسات آموزش عالی بخشی از سیستم آموزشی جایگزین هستند که در کنار سیستم اصلی دانشگاه‌های دولتی فرانسوی عمل می‌کند. مؤسسات آموزش عالی می‌توانند دولتی، نیمه‌خصوصی یا خصوصی باشند، اما معتبرترین آن‌ها دولتی هستند.